# Tiempo para amar (película)
Tiempo para amar es una película colombiana de 1980 dirigida por Manuel José Álvarez y protagonizada por la cantante y actriz  Claudia de Colombia y el actor mexicano Julio Alemán. La película relata la historia de una monja que hacía uso de sus facultades para el canto, lo que la llevó a dejar su vida de religiosa para convertirse en una cantante profesional.

## Sinopsis
Esta divertida y conmovedora historia comienza con un ilustre abogado viudo que tenía tres hijos de su anterior matrimonio, entre ellas dos de sus hijas que estudiaban en un colegio de monjas. El hombre con ánimo de casarse conoció a una mujer frívola y calculadora que solamente lo quería por su posición social, pero nunca ella llegó a ganarse el cariño ni la aceptación de los niños.
Al llegar al colegio en plena formación y oración, la madre superiora se dio cuenta de que algunos apenas iban llegando y les llamó la atención a aquellos niños que constantemente llegaban tarde al colegio y que el próximo día debían llegar en compañía de sus padres.
Ese mismo día la hermana María del Pilar Pili como la llamaban los niños, les enseñó una canción tipo Vals que los niños debían cantarla con motivo del cumpleaños de la madre superiora.
Tiempo después la Hermana María del Pilar hizo seguir a todos los padres de los niños, pero entre ellos estaba el señor Martínez padre de las dos niñas, la hermana fue ganando la simpatía por parte de él.
Al momento de la reunión el padre de las niñas pidió disculpas por el retraso de sus dos hijas, pero de todas maneras ellas demostraron tener unas buenas calificaciones a pesar de que la madre superiora reconoce que la hermana María del Pilar les tolera todas sus indisciplinas.

## Reparto
- Delfina Guido - Madre Superiora
- Claudia de Colombia - Hna. María del Pilar
- Julio Alemán - Alejandro Martínez
- Amparo Grisales -María Cristina